# سوت استخوان عقاب

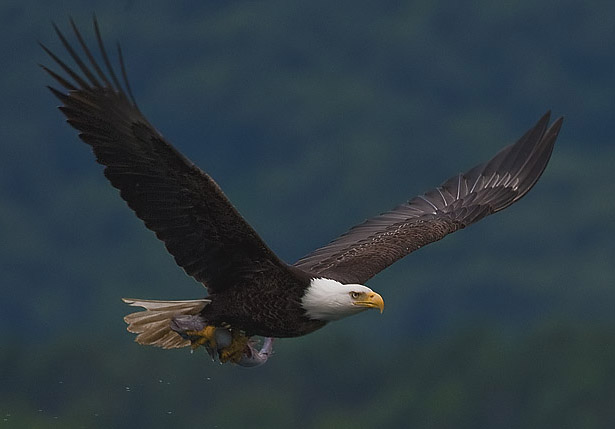
عقاب سرتاس

سوت استخوان عقاب (به انگلیسی: Eagle-bone whistle) یک شیء مذهبی است که توسط برخی از اعضای جوامع معنوی بومیان آمریکا در مراسم مقدس استفاده می‌شود. آنها از استخوان‌های عقاب سرسفید آمریکایی یا عقاب طلایی آمریکایی ساخته شده‌اند و به عنوان اشیاء معنوی نیرومند در نظر گرفته می‌شوند.